# Финал Кубка Англии по футболу 1910
Финал Кубка Англии 1910 года (англ. 1910 FA Cup Final) — футбольный матч, завершавший розыгрыш Кубка Англии сезона 1909/10. Он стал 39-м финалом Кубка Футбольной ассоциации, также известного как Кубок Англии, старейшего футбольного турнира в мире. Матч прошёл 23 апреля 1910 года на стадионе «Кристал Пэлас» в Лондоне. В нём встретились английские клубы «Барнсли» и «Ньюкасл Юнайтед». Матч завершился вничью 1:1. В переигровке, которая состоялась 28 апреля того же года на стадионе «Гудисон Парк» в Ливерпуле, победу со счётом 2:1 одержал «Ньюкасл Юнайтед», выигравший Кубок Англии впервые в своей истории.

## Путь команд к финалу
| Раунд 1: Блэкпул 1:1 Барнсли Переигровка: Барнсли 6:0 Блэкпул Раунд 2: Бристоль Роверс 0:4 Барнсли Раунд 3: Барнсли 1:0 Вест Бромвич Альбион Раунд 4: Барнсли 1:0 Куинз Парк Рейнджерс Полуфинал: Барнсли 0:0 Эвертон (на «Элланд Роуд») Переигровка: Барнсли 3:0 Эвертон (на «Олд Траффорд») | Раунд 1: Сток 1:1 Ньюкасл Юнайтед Переигровка: Ньюкасл Юнайтед 2:1 Сток Раунд 2: Ньюкасл Юнайтед 4:0 Фулхэм Раунд 3: Ньюкасл Юнайтед 3:1 Блэкберн Роверс Раунд 4: Ньюкасл Юнайтед 3:0 Лестер Фосс Полуфинал: Ньюкасл Юнайтед 2:0 Суиндон Таун (на «Уайт Харт Лейн») |  |

## Матч

### Обзор матча
В первом тайме лучше играли футболисты «Барнсли». Их тактикой было использование длинных передач на ход и индивидуальные сольные проходы игроков. На 37-й минуте «Барнсли» открыл счёт благодаря голу Гарри Тафнелла. После перерыва «Барнсли» перешёл к обороне и смог удерживать победный для себя счёт до 83-й минуты, когда Джок Радерфорд всё же сумел забить гол за «Ньюкасл Юнайтед» ударом головой.
Матч завершился вничью со счётом 1:1.

### Отчёт о матче
| Барнсли     | 1:1     | Ньюкасл Юнайтед |
| ----------- | ------- | --------------- |
| Тафнелл 37′ | (отчёт) | Радерфорд 83′   |

| Барнсли | Ньюкасл Юнайтед |

|                 |  |                  |  |
|                 |  |                  |  |
| Вр              |  | Фред Мернз       |  |
| Защ             |  | Дики Даунз       |  |
| Защ             |  | Гарри Несс       |  |
| Хав             |  | Боб Гленденнинг  |  |
| Хав             |  | Томми Бойл (к)   |  |
| Хав             |  | Джордж Атли      |  |
| Нап             |  | Уилфред Бартроп  |  |
| Нап             |  | Гарри Тафнелл    |  |
| Нап             |  | Джордж Лилликроп |  |
| Нап             |  | Эрни Гэдсби      |  |
| Нап             |  | Том Форман       |  |
| Главный тренер: |  |                  |  |
| Артур Фэрклаф   |  |                  |  |

|                   |  |                 |  |
|                   |  |                 |  |
| Вр                |  | Джимми Лоуренс  |  |
| Защ               |  | Билл Маккракен  |  |
| Защ               |  | Тони Уитсон     |  |
| Хав               |  | Колин Витч (к)  |  |
| Хав               |  | Уилф Лоу        |  |
| Хав               |  | Питер Макуильям |  |
| Нап               |  | Джок Радерфорд  |  |
| Нап               |  | Джеймс Хауи     |  |
| Нап               |  | Алберт Шеперд   |  |
| Нап               |  | Сэнди Хиггинс   |  |
| Нап               |  | Джордж Уилсон   |  |
| Тренер-секретарь: |  |                 |  |
| Фрэнк Уотт        |  |                 |  |

## Переигровка

### Обзор переигровки
Переигровка финала прошла на нейтральном стадионе «Гудисон Парк». По сравнению с первым матчем у «Ньюкасла» произошла одна замена: Джек Карр сменил получившего травму Тони Уитсона. Несмотря на сильный дождь, на матч пришло более 55 тысяч зрителей. Перед началом игры многие зрители выбежали на футбольное поле, и конной полиции пришлось наводить порядок (от 200 до 300 зрителей выбегало на футбольное поле уже после начала матча, но, как сообщалось, они «не мешали игре»).
По сравнению с первым матчем «Ньюкасл Юнайтед» играл гораздо лучше. Хавбеки «Ньюкасла» уверенно сдерживали нападающих «Барнсли» на протяжении всей игры. Защита «Ньюкасла» также играла более солидно: в частности, Карр показал себя гораздо лучше, чем Уитсон. Вратарь «Ньюкасла» Джимми Лоуренс вступил в игру только один раз за матч, взяв удар Уилфреда Бартропа. «Барнсли» играл в своём традиционном жёстком стиле с длинными передачами, тогда как «Ньюкасл» сочетал излюбленную игру в короткий пас с длинными передачами на фланги и последующим дриблингом.
В первом тайме «Ньюкасл» создал несколько опасных моментов, но первый гол в переигровке был забит только на 52-й минуте усилиями центрфорварда Алберта Шеперда. На 62-й минуте Шеперд удвоил преимущество «Ньюкасла», забив гол с пенальти. Переигровка завершилась победой «Ньюкасл Юнайтед» со счётом 2:0.
Победный кубок капитану «Ньюкасла» Колину Витчу вручили лорд Дерби и супруга лорд-мэра Ливерпуля. Также с благодарственной речью выступил член Парламента от Барнсли Ф.Э. Смит. Поздравительные речи официальных лиц перекрывались радостными криками зрителей, выбежавших на футбольное поле после финального свистка.

### Отчёт о переигровке
| Барнсли | 0:2     | Ньюкасл Юнайтед       |
| ------- | ------- | --------------------- |
|         | (отчёт) | Шеперд 52′ 62′ (пен.) |

| Барнсли | Ньюкасл Юнайтед |

|                 |  |                  |  |
|                 |  |                  |  |
| Вр              |  | Фред Мернз       |  |
| Защ             |  | Дики Даунз       |  |
| Защ             |  | Гарри Несс       |  |
| Хав             |  | Боб Гленденнинг  |  |
| Хав             |  | Томми Бойл (к)   |  |
| Хав             |  | Джордж Атли      |  |
| Нап             |  | Уилфред Бартроп  |  |
| Нап             |  | Гарри Тафнелл    |  |
| Нап             |  | Джордж Лилликроп |  |
| Нап             |  | Эрни Гэдсби      |  |
| Нап             |  | Том Форман       |  |
| Главный тренер: |  |                  |  |
| Артур Фэрклаф   |  |                  |  |

|                   |  |                 |  |
|                   |  |                 |  |
| Вр                |  | Джимми Лоуренс  |  |
| Защ               |  | Билл Маккракен  |  |
| Защ               |  | Джек Карр       |  |
| Хав               |  | Колин Витч (к)  |  |
| Хав               |  | Уилф Лоу        |  |
| Хав               |  | Питер Макуильям |  |
| Нап               |  | Джок Радерфорд  |  |
| Нап               |  | Джеймс Хауи     |  |
| Нап               |  | Алберт Шеперд   |  |
| Нап               |  | Сэнди Хиггинс   |  |
| Нап               |  | Джордж Уилсон   |  |
| Тренер-секретарь: |  |                 |  |
| Фрэнк Уотт        |  |                 |  |

Регламент матча: 
- 90 минут основного времени.
- 30 минут дополнительного времени, если счёт ничейный.
- Переигровка, если счёт остался ничейным.
- Замены не предусмотрены.

## Программа к матчу
В сентябре 2008 года программа к матчу с «сувенирным буклетом» была продана на аукционе за 3000 фунтов стерлингов.